# NGC 2288
NGC 2288 је елиптична галаксија у сазвежђу Близанци која се налази на NGC листи објеката дубоког неба.
Деклинација објекта је + 33° 27' 44" а ректасцензија 6h 50m 52,0s. Привидна величина (магнитуда) објекта NGC 2288 износи 14,4 а фотографска магнитуда 15,4. NGC 2288 је још познат и под ознакама MCG 6-15-11, CGCG 175-17, PGC 19714.